# Bougainville (Pápua Új-Guinea)

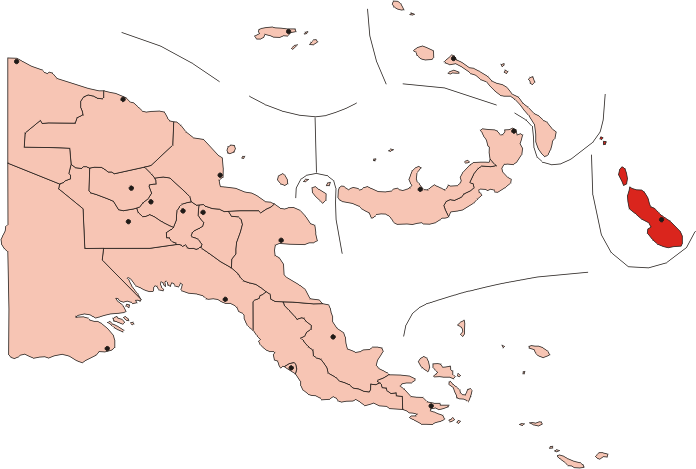
Bougainville a pirossal jelölt legnagyobb sziget

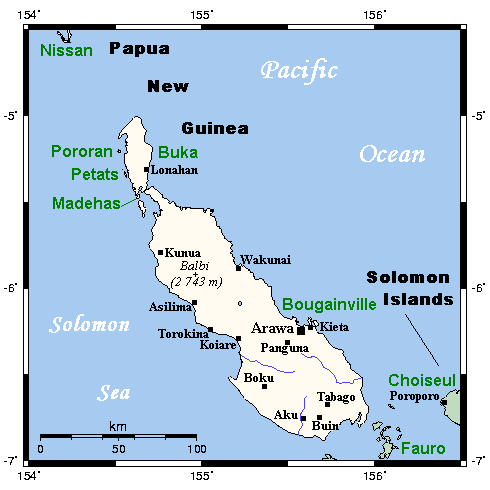
A sziget térképe

Bougainville autonóm terület Pápua Új-Guinea önálló tartománya. Földrajzilag a Salamon-szigetek legészakibb része, melynek legnagyobb tagja Bougainville. Két nagyobb (Bougainville, Buka) és számos kisebb, jórészt lakatlan szigetből, atollból áll. Területe 9384 km² (ebből Buka szigete kb. 500 km²). Fővárosa a Buka szigeten fekvő Buka város. A 2000-es népszámlálás 175 160 lakost jegyzett fel a tartományban.
A sziget 2019-ben függetlenségi referendumot tartott, amelyen a függetlenségpárti álláspont győzedelmeskedett. A tervek szerint Bougainville független ország lesz 2027-ben, mivel sikerült egyezségre jutni a kérdést illetően Pápua Új-Guineával.

## Története
Nevét Louis Antoine de Bougainville francia felfedezőről kapta.
1886-ban német fennhatóság alá került. 1914-ben Ausztrália a pápua új-guineai német területekkel együtt elfoglalta, majd 1918-tól ausztrál közigazgatás alatt a Népszövetséghez tartozott.
A második világháborúban a japánok elfoglalták, többször gazdát cserélt. A Buka szigetén vívott csata a japánok visszavonulásával végződött. Az amerikai légierő egy vakmerő akcióban 1943. április 18-án a sziget fölött lőtte le a japán haditengerészet parancsnokát, Jamamoto Iszoroku tengernagyot szállító gépet.
A sziget 1946-ban ismét Ausztrália fennhatósága alá került, majd 1975-ben a függetlenedő Pápua Új-Guinea része lett.
A gazdag rézkincs és a járulékos arany kitermelésére az 1980-as években nagymérvű külszíni bányászatba fogtak. A természet pusztítása miatt az őslakók szabotázsakciókba kezdtek, ami 1989-ben fegyveres felkelésbe torkollott. A Panguna bányát 1989. május 15-én bezárták, és a Rio Tinto bányavállalat érdekeltségébe tartozó Bougainville Copper Ltd. 1990-ben felszámolta telephelyét. A szigetet Pápua Új-Guinea évekre blokád alá vonta, ezalatt a felkelőket kormánykatonák mellett a bányavállalat dél-afrikai és Fidzsi-szigeteki zsoldosai is támadták. A háború és a nélkülözés mintegy 15-20 000 emberéletet követelt, 60 ezren hagyták el lakóhelyüket, közülük több ezren a Salamon-szigetekre menekültek, amelynek kormánya támogatta a bougainville-i felkelőket. Legnagyobb települése 36 443 lakossal (2000) Arawa, a háború előtt a tartomány fővárosa, szintén jelentős részben elpusztult. A bennszülöttek helyismeretüket, a szigeten maradt második világháborús technikai eszközöket és a sziget természeti erőforrásait felhasználva kitartottak, és a blokádot kijátszva fegyvereket és eszközöket csempésztek a szigetre.
1997-ben Pápua Új-Guinea feladta a gerillák elleni küzdelmet és a bennszülöttek 1998-ban autonóm kormányt alakítottak. Elnökük Joseph Kabui lett. Bougainville zászlaja változatlan maradt. 2019-ben a sziget elnöke John Momis volt.
2019. november 23-án — mintegy 22 évvel a pápua új-guineai kormánnyal kötött előzetes megállapodás után — a szigeten kéthetes népszavazás kezdődött a teljes függetlenségről. A szavazáson a 206 731 regisztrált választó 87,6%-a vett részt, és 98,3%-uk a függetlenségre szavazott.
Az előzetesen elfogadott egyezmény értelmében Pápua Új-Guinea kormánya nem volt köteles elfogadni a referendum eredményét, ezért eleinte nem volt valószínű, hogy beleegyezik Bougainville függetlenségébe. A központi kormány ráadásul tart attól, hogy Bougainville elszakadása precedensként szolgálna, mivel Pápua Új-Guineának vannak más szigetei, ahol működnek elszakadási mozgalmak. A másik sérülékeny terület pedig az Indonéziához tartozó Nyugat-Új-Guinea, ahol nem ritkák az összecsapások, mivel az a terület is függetlenségre törekszik.
2021 júliusában a pápua új-guineai kormány megállapodást kötött Bougainville vezetőivel, melynek értelmében 2027-ig megadja a szigetnek a függetlenséget.

## Lakossága
A tartomány népessége nagyobbrészt pápua, kisebbrészt ausztronéz népcsoportokhoz tartozik. 11 nagyobb nyelvet használnak, az általános közvetítőnyelv a tok piszin.
A bányák elindításakor rengeteg munkás érkezett Pápua Új-Guineáról a szigetre, akik bőrszínben, nyelvben és kultúrában is eltértek a bougainville-i lakosoktól. A bougainville-iek általában sötét, fekete bőrűek, míg az új-guineaiak vörösek. A bougainville-iek attól tartottak, hogy az Új-Guineából jött telepesek átveszik a domináns szerepet a szigeten, s féltették tőlük földjeiket. Ez is az egyik alapja lett aztán a bougainville-i háborúnak. A konfliktus kirobbanását követően az új-guineai eredetű emberek elhagyták a szigetet.
2005-ben a tartományhoz tartozó, de attól távolabb fekvő Carteret-szigetek lakóit a tengerszint emelkedése miatt elkezdték átköltöztetni Bougainville-re.
A tartomány népessége közelít a 300 000 főhöz (2019).

## Az emberi jogok helyzete a szigeten
A szigeten gyakori a nők ellen elkövetett erőszak. Nem ritkák a csoportos nemi erőszakok sem. 2013-ban egy ENSZ felmérés során 843 férfit kérdeztek meg, akiknek 62%-a (530 személy) azt nyilatkozta, hogy követett el nők vagy lányok sérelmére erőszakot. 41%-uk olyan nővel szemben tette ezt, aki nem a partnerük volt. 14%-uk vett részt csoportosan elkövetett nemi erőszakban és 8%-uk mondta, hogy megerőszakolt férfit vagy fiút.
A bougainville-i háború éveiben rengeteg különböző fegyveres csoport jött létre, amelyek különböző törzsekhez és klánokhoz kötődtek, s ezek sokszor a bougainville-i ellenállási mozgalommal, vagy egymással álltak harcban. Létrejöttek még fegyveres bűnbandák, akik még a második világháborúból itt maradt fegyverekkel voltak felszerelve. A bandák rajtaütéseket hajtottak végre a vidéki települések ellen, öltek, raboltak és erőszakot követtek el az embereken.

## Élővilága
A Bougainville-mézevő (Stresemannia bougainvillei) csak ezen a szigeten honos.